# Колония (телесериал)
«Коло́ния» (англ. Colony) — научно-фантастический телесериал, созданный Карлтоном Кьюзом и Райаном Дж. Кондалом.
Пилотный эпизод стал доступен для просмотра 21 декабря 2015. Премьера первого сезона из десяти эпизодов состоялась 14 января 2016 года. 4 февраля 2016 года сериал был продлён на второй сезон. 4 апреля 2017 года сериал продлили на третий сезон, премьера которого состоялась 2 мая 2018 года. 22 июля 2018 года руководство телесети USA Network сообщило о закрытии сериала после трёх сезонов.

## Сюжет
Недалекое будущее в постапокалиптическом мире человечество порабощено некоей силой внеземного происхождения. Бывшие города называются Блоками, а территория бывшего Лос-Анджелеса ограждена стеной высотой в сотни метров и патрулируется вооруженными силами, подчиняющимися марионеточному режиму Переходного правительства. Многие семьи разделены, действует постоянный комендантский час, а вооруженные патрули могут задержать кого угодно в любой момент. Люди пытались поднять восстание, но оно было безжалостно подавлено. Семья Боуменов — Уилл и Кейти — тайно поддерживает отношения и в условиях оккупации ищут потерявшегося сына. С бывшим агентом ФБР Боуменом связываются представители сил Сопротивления.

## В ролях
= Главная роль в сезоне
     = Второстепенная роль в сезоне
     = Гостевая роль в сезоне
     = Не появляется

### Основной состав
| Актёр                   | Персонаж              | Появление в сезонах | Появление в сезонах | Появление в сезонах | Появление в сезонах |
| Актёр                   | Персонаж              | 1                   | 2                   | 3                   | Эпизоды             |
| ----------------------- | --------------------- | ------------------- | ------------------- | ------------------- | ------------------- |
| Джош Холлоуэй           | Уилл Боуман           | 10                  | 13                  | 13                  | 36                  |
| Сара Уэйн Кэллис        | Кейти Боуман          | 10                  | 13                  | 13                  | 36                  |
| Питер Джейкобсон        | Алан Снайдер          | 9                   | 11                  | 12                  | 32                  |
| Аманда Ригетти          | Мэдлин «Мэдди» Кеннер | 7                   | 11                  |                     | 18                  |
| Тори Киттлз             | Эрик Бруссард         | 10                  | 9                   | 10                  | 29                  |
| Алекс Нюстадтер         | Брэм Боуман           | 8                   | 12                  | 13                  | 33                  |
| Изабелла Кроветти-Крамп | Грейс «Грейси» Боуман | 8                   | 11                  | 13                  | 32                  |
| Джейкоб Бастер          | Чарли Боуман          | 1                   | 11                  | 5                   | 17                  |
| Всего эпизодов          | Всего эпизодов        | 10                  | 13                  | 13                  | 36                  |

- Джош Холлоуэй — Уилл Боуман. В первых сериях работает водителем грузовика под псевдонимом Билли «Салли» Салливан. В то же время является механиком, рейнджером Армии США и спец. агентом ФБР. Для того, чтобы защитить свою семью и найти пропавшего сына Чарли, он начинает работать на «Красные шлемы» для борьбы с членами «Сопротивления»[1][7].
- Сара Уэйн Кэллис — Кейти Боуман, жена Уилла и секретный оперативник «Сопротивления»[1].
- Питер Джейкобсон — Алан Снайдер, уполномоченный при губернаторе из Лос-Анджелеса. Снайдер утверждает, что он бывший проректор Стэнфордского университета, но позже выяснилось, что он был менеджером по закупкам в небольшом колледже, который был уличён в растрате денег бюджета[8].
- Аманда Ригетти — Мэдлин (Мэдди) Кеннер, младшая сестра Кейти[9].
- Тори Киттлз — Эрик Бруссард, бывший морской пехотинец США / наёмный убийца ЦРУ / частный военный подрядчик. Работает на «Красные шлемы»[10].
- Алекс Нюстадтер — Брэм Боуман, сын Уилла и Кейти[8].
- Изабелла Кроветти-Крамп — Грейс «Грейси» Боуман, дочь Уилла и Кейти.
- Джейкоб Бастер — Чарли Боуман, сын Уилла и Кейти.

### Второстепенный состав
| Актёр                   | Персонаж          | Появление в сезонах | Появление в сезонах | Появление в сезонах | Появление в сезонах |
| Актёр                   | Персонаж          | 1                   | 2                   | 3                   | Эпизоды             |
| ----------------------- | ----------------- | ------------------- | ------------------- | ------------------- | ------------------- |
| Элли Уокер              | Хелена Голдвин    | 5                   | 8                   | 3                   | 16                  |
| Ким Родс                | Рейчел            | 6                   |                     |                     | 6                   |
| Пол Гилфойл             | Александр / Куэйл | 8                   |                     |                     | 8                   |
| Карл Уэзерс             | Бо                | 7                   |                     |                     | 7                   |
| Кэтлин Роуз Перкинс     | Дженнифер Макмэн  | 8                   | 3                   |                     | 11                  |
| Гонзало Менендез        | капитан Лагарза   | 6                   |                     |                     | 6                   |
| Эрин Вэй                | Линдси            | 5                   | 6                   |                     | 11                  |
| Купер Дж. Фридман       | Хадсон Кеннер     | 6                   | 5                   |                     | 11                  |
| Эдриан Пасдар           | Нолан Бёрджесс    | 4                   | 6                   |                     | 10                  |
| Бетани Джой Ленз        | Морган            | 2                   | 8                   |                     | 10                  |
| Мак Брандт              | сержант Дженкинс  |                     | 6                   |                     | 6                   |
| Кристиан Клименсон      | Дэн Беннет        |                     | 10                  |                     | 10                  |
| Тоби Хасс               | Боб Бёрк          |                     | 7                   |                     | 7                   |
| Джессика Паркер Кеннеди | Майя              |                     | 5                   |                     | 5                   |
| Максимино Арсиньега     | Эдисон            |                     | 5                   |                     | 5                   |
| Пейтон Лист             | Эми Леонард       |                     |                     | 9                   | 9                   |
| Уэйн Брэди              | Эверет Кайнс      |                     |                     | 8                   | 8                   |
| Джон Худженккер         | Скотт Гарланд     |                     |                     | 7                   | 7                   |
| Валид Зуэйтер           | Винсент           |                     |                     | 4                   | 4                   |
| Всего эпизодов          | Всего эпизодов    | 10                  | 13                  | 13                  | 36                  |

- Ким Родс — Рейчел, врач и член «Сопротивления».
- Пол Гилфойл — Александр[11] / Куэйл[12], бывший глава резидентуры ЦРУ[11] и офицер военной разведки. Лидер «Сопротивления».
- Карл Уэзерс — Бо, бывший офицер департамента полиции Сан-Франциско[13]. Теперь офицер внутренней безопасности и партнёр Боумана[12][14].
- Элли Уокер — Хелена Голдвин — губернатор Лос-Анджелесского блока[15].
- Кэти Бейкер — Филлис, начальница Уилла, которая, как он считает, является бывшим агентом ЦРУ[12].
- Кэтлин Роуз Перкинс — Дженнифер Макмэн, бывший администратор базы данных сайта знакомств, а теперь агент внутренней безопасности[12].
- Гонзало Менендез — капитан Лагарза, офицер «Красных шлемов»[8].
- Эрин Вэй — Линдси
- Кэтрин Моррис — Шарлотта Бёрджесс, директор по вопросам культуры в зелёной зоне, которая становится начальником Мэдди[16].
- Эдриан Пасдар — Нолан Бёрджесс, муж Шарлотты[16]
- Бетани Джой Ленз[17] (2 сезон) и Тора Бёрч[18][19] (1 сезон) — Морган, разработчик программного обеспечения и член Лос-Анджелесского «Сопротивления».
- Купер Дж. Фридман — Хадсон, сын Мэдди.
- Мак Брандт — сержант Дженкинс, охранник трудового лагеря. (2 сезон)
- Кристиан Клименсон — Дэн Беннет, новый начальник Уилла . (2 сезон)

## Список эпизодов

### Сезон 1 (2016)
| № общий | № в сезоне | Название                                 | Режиссёр             | Автор сценария                                                | Дата премьеры   | Зрители в США (млн) |
| ------- | ---------- | ---------------------------------------- | -------------------- | ------------------------------------------------------------- | --------------- | ------------------- |
| 1       | 1          | «Пилот» «Pilot»                          | Хуан Хосе Кампанелья | Сюжет: Карлтон Кьюз и Райан Кондал Телесценарий: Райан Кондал | 14 января 2016  | 1,36                |
| 2       | 2          | «О чудный новый мир» «A Brave New World» | Хуан Хосе Кампанелья | Уэс Тук                                                       | 21 января 2016  | 1,26                |
| 3       | 3          | «98 секунд» «98 Seconds»                 | Хуан Хосе Кампанелья | Дэниэл С. Коннолли                                            | 28 января 2016  | 1,21                |
| 4       | 4          | «Мёртвая зона» «Blind Spot»              | Нельсон Маккормик    | Дрэ Альварес и Анна Фишко                                     | 4 февраля 2016  | 1,15                |
| 5       | 5          | «Джеронимо» «Geronimo»                   | Скотт Питерс         | Карлтон Кьюз                                                  | 11 февраля 2016 | 1,07                |
| 6       | 6          | «Йокнапатофа» «Yoknapatawpha»            | Нельсон Маккормик    | Райан Кондал                                                  | 18 февраля 2016 | 0,98                |
| 7       | 7          | «Бруссард» «Broussard»                   | Роксанн Доусон       | Сэл Каллерос                                                  | 25 февраля 2016 | 1,00                |
| 8       | 8          | «Обрести покой» «In from the Cold»       | Тим Соутэм           | Уэс Тук                                                       | 3 марта 2016    | 0,97                |
| 9       | 9          | «Нулевой день» «Zero Day»                | Роксанн Доусон       | Райан Кондал                                                  | 10 марта 2016   | 1,09                |
| 10      | 10         | «Выход» «Gateway»                        | Нельсон Маккормик    | Карлтон Кьюз, Райан Кондал и Уэс Тук                          | 17 марта 2016   | 1,19                |

### Сезон 2 (2017)
| № общий | № в сезоне | Название                                    | Режиссёр             | Автор сценария              | Дата премьеры   | Зрители в США (млн) |
| ------- | ---------- | ------------------------------------------- | -------------------- | --------------------------- | --------------- | ------------------- |
| 11      | 1          | «Одиннадцать. Тринадцать» «Eleven.Thirteen» | Хуан Хосе Кампанелья | Райан Кондал                | 12 января 2017  | 0,93                |
| 12      | 2          | «Где-то там» «Somewhere Out There»          | Хуан Хосе Кампанелья | Уэс Тук                     | 19 января 2017  | 0,88                |
| 13      | 3          | «Возвышение» «Sublimation»                  | Хуан Хосе Кампанелья | Томас Брэди                 | 26 января 2017  | 0,78                |
| 14      | 4          | «Паноптикум» «Panopticon»                   | Хуан Хосе Кампанелья | Райан Кондал и Уэс Тук      | 2 февраля 2017  | 0,82                |
| 15      | 5          | «Служащий» «Company Man»                    | Тим Соутэм           | Лиз Панг                    | 9 февраля 2017  | 0,89                |
| 16      | 6          | «Последствия» «Fallout»                     | Томас Картер         | Ли Пэттерсон                | 16 февраля 2017 | 0,76                |
| 17      | 7          | «Свободные радикалы» «Free Radicals»        | Тим Соутэм           | Ноа Эвслин                  | 23 февраля 2017 | 0,76                |
| 18      | 8          | «Благие намерения» «Good Intentions»        | Хуан Хосе Кампанелья | Лиз Панг                    | 2 марта 2017    | 0,78                |
| 19      | 9          | «Тамам Шуд» «Tamam Shud»                    | Джереми Уэбб         | Уэс Тук                     | 9 марта 2017    | 0,77                |
| 20      | 10         | «Сад Чудовищ» «The Garden of Beasts»        | Олатунде Осунсанми   | Джулия Куперман             | 16 марта 2017   | 0,78                |
| 21      | 11         | «Потерянный Мальчик» «Lost Boy»             | Шарлотта Брандстрём  | Томас Брэди и Ли Пэттерсон  | 23 марта 2017   | 0,80                |
| 22      | 12         | «Сеппуку» «Seppuku»                         | Питер Лето           | Уэс Тук                     | 30 марта 2017   | 0,82                |
| 23      | 13         | «Ронин» «Ronin»                             | Хуан Хосе Кампанелья | Карлтон Кьюз и Райан Кондал | 6 апреля 2017   | 0,82                |

### Сезон 3 (2018)
| № общий | № в сезоне | Название                                               | Режиссёр            | Автор сценария                      | Дата премьеры | Зрители в США (млн) |
| ------- | ---------- | ------------------------------------------------------ | ------------------- | ----------------------------------- | ------------- | ------------------- |
| 24      | 1          | «Маквис» «Maquis»                                      | Тим Соутэм          | Карлтон Кьюз, Райан Кондал, Уэс Тук | 2 мая 2018    | 0,58                |
| 25      | 2          | «Собиратель» «Puzzle Man»                              | Тим Соутэм          | Карлтон Кьюз, Райан Кондал          | 9 мая 2018    | 0,44                |
| 26      | 3          | «Сьерра-Маэстра» «Sierra Maestra»                      | Питер Лето          | Катрин Хамприс                      | 16 мая 2018   | 0,70                |
| 27      | 4          | «Пристанище» «Hospitium»                               | Питер Лето          | Маркус Далзайн                      | 23 мая 2018   | 0,70                |
| 28      | 5          | «Конец пути» «End of the Road»                         | Джереми Уэбб        | Уэс Туки                            | 30 мая 2018   | 0,69                |
| 29      | 6          | «Изумрудный город» «The Emerald City»                  | Сара Бойд           | Райан Кондал                        | 6 июня 2018   | 0,72                |
| 30      | 7          | «Там, где чисто, светло» «A Clean, Well-Lighted Place» | Карен Гавиола       | Ли Пэттерсон                        | 13 июня 2018  | 0,79                |
| 31      | 8          | «Лазарь» «Lazarus»                                     | Деран Сарафян       | Джулия Куперман                     | 20 июня 2018  | 0,73                |
| 32      | 9          | «Большая пустота» «The Big Empty»                      | Сара Уэйн Кэллис    | Карлос Риос                         | 27 июня 2018  | 0,70                |
| 33      | 10         | «Морские брызги» «Sea Spray»                           | Лин Эдинга          | Майк Остроски                       | 4 июля 2018   | 0,76                |
| 34      | 11         | «Одноразовые герои» «Disposable Heroes»                | Тим Соутэм          | Катрин Хамприс                      | 11 июля 2018  | 0,66                |
| 35      | 12         | «Бонзо» «Bonzo»                                        | Шарлотта Брандстром | Райан Кондал                        | 18 июля 2018  | 0,60                |
| 36      | 13         | «Чему быть» «What Goes Around»                         | Тим Соутэм          | Уэс Туки                            | 25 июля 2018  | 0,59                |

## Отзывы критиков
Шоу было встречено благоприятными отзывами критиков. На Metacritic сериал получил 69 баллов из ста, что основано на 21-м отзыве. На Rotten Tomatoes он имеет 78 % «свежести», что основано на 23-х отзывах со средним рейтингом 6,8/10. Консенсус критиков гласит: «„Колония“ предлагает зрителю достаточно увлекательную несколько пугающую историю, за просмотром которой можно хорошо провести время, хотя никто не ожидает от шоу нечто особенно оригинальное».